# Tropidodipsas philippii
Tropidodipsas philippii är en ormart som beskrevs av Jan 1863. Tropidodipsas philippii ingår i släktet Tropidodipsas och familjen snokar. Inga underarter finns listade i Catalogue of Life.
Denna orm förekommer i västra Mexiko i delstaterna Sinaloa, Nayarit, Jalisco, Colima, Michoacan och Oaxaca. Arten lever i låglandet och i kulliga områden upp till 850 meter över havet. Individerna vistas i torra och halvtorra skogar samt i buskskogar. Honor lägger ägg.
För beståndet är inga hot kända. Hela populationen anses vara stabil. IUCN kategoriserar arten globalt som livskraftig.